# Knut Uddsson (Vinstorpaätten)
Knut Uddsson (Vinstorpaätten), född på 1300-talet, död omkring 1433, var en svensk riddare och riksråd.

## Biografi
Knut Uddsson (Vinstorpaätten) var son till Udd Mattsson (Vinstorpaätten) och Ingrid Karlsdotter (Bjälke). Han omnämns första gången 1390 och slogs före 20 september 1396 till riddare. Knut Uddsson var troligen riksråd 1398 och 1413. Han var21 juni 1425 häradshövding i Åkerbo härad och från 18 juni 1426 till 11 maj 1429 häradshövding i Bälinge härad. Knut Uddsson levde fortfarande 5 oktober 1433 och avled runt 1433.

### Egendom
Han hade Näsby i Rystads socken och Venngarns slott i Sankt Olofs socken som sätesgårdar. Knut Uddsson ägde även gårdar i Västbo härad, Tveta härad och Vista härad i Småland, i Redvägs härad och Vartofta härad i Västergötland, i Bobergs härad, Gullbergs härad, Åkerbo härad och Vadstena i Östergötland, i Edsbergs härad i Närke och i Bälinge härad och Håbo härad i Uppland.

### Familj
Knut Uddsson gifte sig första gången före 1 maj 1408 med Helena Magnusdotter (Röde), dotter till marsken Magnus Nilsson (Röde) och Helena Jonsdotter (Sparman). Hon var änka efter Lars Ulfsson (Läma).
Knut Uddsson sig andra gången med Ingeobrg Magnusdotter, dotter av Magnus Israelsson (halvt lejon). Hon var änka efter Lydeke Stralendorp den yngre.